# Frank-Michael Wahl
Frank-Michael Wahl (Rostock, 24 de agosto de 1956) é um ex-handebolista alemão oriental, foi campeão olímpico.
Frank-Michael Wahl fez parte do elenco campeão olímpico de 1980, ele jogou seis partidas e anotou 33 gols.

## Títulos
- Jogos Olímpicos:
  - Ouro: 1980